# Isłam Bozbajew
Isłam Miejrambiekowicz Bozbajew (ros. Ислам Мейрамбекович Бозбаев; ur. 11 czerwca 1991) – kazachski judoka. Dwukrotny olimpijczyk. Zajął dziewiąte miejsce w Londynie 2012 i siedemnaste w Tokio 2020. Walczył w wadze półśredniej i średniej.
Zajął siódme miejsce na mistrzostwach świata w 2021; uczestnik zawodów w 2010, 2011, 2013, 2015, 2017, 2018 i 2019. Startował w Pucharze Świata w 2010 i 2011. Srebrny medalista igrzysk azjatyckich w 2010 i piąty w 2018. Zdobył pięć medali na mistrzostwach Azji w latach 2011 - 2022.

## Letnie Igrzyska Olimpijskie 2012
| Konkurencja | Eliminacje              | Eliminacje                    | Eliminacje          | Klas. końcowa |
| Konkurencja | Przeciwnik I            | Przeciwnik II                 | Przeciwnik III      | Miejsce       |
| ----------- | ----------------------- | ----------------------------- | ------------------- | ------------- |
| 81 kg       | Artem Wasyłenko (UKR) Z | Kouami Sacha Denanyoh (TOG) Z | Ole Bischof (GER) P | 9.            |

## Letnie Igrzyska Olimpijskie 2020
| Konkurencja | Eliminacje            | Eliminacje                 | Klas. końcowa |
| Konkurencja | Przeciwnik I          | Przeciwnik II              | Miejsce       |
| ----------- | --------------------- | -------------------------- | ------------- |
| 90 kg       | Rafael Macedo (BRA) Z | Məmmədəli Mehdiyev (AZE) P | 17.           |